# شهرداری‌های جنوب غرب فنلاند
۲۷ شهرداری منطقه جنوب غرب فنلاند (فنلاندی: Varsinais-Suomi ; سوئدی: Egentliga Finland) به پنج ناحیه تقسیم می‌شوند.

## ناحیه اوبولند–تورونما
- کیمی‌توان
- پارگاس

## نایحه لویما
- آئورا (شهرداری فنلاند)
- کسکی تی‌ال
- لویما
- مارتیلا
- اوریپه
- پویتووه

## ناحیه سالو
- سالو
- سومرو

## ناحیه تورکو
- کارینا
- لی‌اتو
- ماسکو
- مینه‌مکی
- نانتالی
- نوسیاینن
- پایمیو
- رایسیو
- روسکو
- سااوو
- تورکو

## ناحیه واکا-سوئمی
- کوستاوی
- لیتیلا
- پوهه‌رانتا
- تایواسالو
- اوسی‌کاوپونکی
- وهما